# 許丞祖
許丞祖，浙江山阴人，明朝政治人物。选贡出身。
天启三年，擔任廣東廣州府永安縣知縣（現紫金縣知縣）。后由王體國接任。